# 2024년 누벨칼레도니 폭동
2024년 누벨칼레도니(프랑스의 지방에서 발생한 폭동은 투표할 수 있는 유권자의 동결을 부분적으로 종료하기 위한 헌법 개정 프로젝트 이후 5월 13일에 시작되었다.
프랑스 정부는 누벨칼레도니에 10년 이상 거주한 프랑스 시민이 지방선거에서 투표할 수 있도록 헌법을 개정하고자 한다. 누메아 협정에 따라 이 권리는 누벨칼레도니 시민, 즉 1998년 이전에 누벨칼레도니에 거주했던 프랑스 시민과 그 후손에게만 제한된다. 이 "동결된" 선거 기관은 잠재적인 유권자 5명 중 1명이 선거 기관에서 제외된다는 것을 의미한다. 이 시스템은 2005년 유럽 인권 재판소에서 "탈식민지화 과정의 일부로" 허용되었지만 "임시적으로만" 허용된 시스템이다. 이 개혁은 실제로 유럽인과 폴리네시아 출신 사람들의 투표를 허용함으로써 원주민 멜라네시아 카낙족의 정치적 목소리를 희석시키는 결과를 가져올 것이기 때문에 분리주의자들의 비판을 받고 있다.
카낙과 사회주의 민족해방전선은 정부의 또 다른 강제 통과 시도를 비판하며, 프랑스가 "카나키의 식민화를 합법화"하려 한다고 단언했다. 독립파가 다수인 누벨칼레도니 의회는 개혁 철회를 요구하고, 남부 지방 의회 의장인 반독립파, 즉 충성파인 소니아 바케스는 의회와 정부를 비난했다. 누벨칼레도니는 불법이다.
폭동은 경제 위기와 무엇보다도 카낙족과 나머지 인구 사이의 불평등의 맥락에서 발생했다. 카낙족의 평균 생활수준은 비카낙족에 비해 두 배나 낮다.
폭도들은 군도의 인프라와 사업체에 심각한 피해를 입혔으며 추정 비용은 10억 유로에 달한다. 경찰과 민간인 간의 폭력 충돌로 7명이 숨졌고 수백 명이 부상당했다.
폭동의 규모로 인해 에마뉘엘 마크롱 대통령은 5월 16일 오전 5시(현지 시간부터 누벨칼레도니에 비상사태를 선포했는데, 이는 이미 1984년부터 1988년까지 정치적 사건이 있을 때 적용했던 조치이다. 항구와 공항을 보호하기 위해 배포되었으며 소셜 네트워크 TikTok은 군도에서 금지되어 있다. 상황을 진정시키기 위해 에마뉘엘 마크롱 대통령은 5월 23일 누벨칼레도니를 방문해 폭도들의 요청에 따라 개혁을 몇 주 연기하고, '중재 및 합의'를 위한 시기를 정하는 등 일련의 발표를 했다. '관련된 모든 당사자의 의견을 듣는 작업 임무'이다. 5월 28일 오전 5시(현지시각 마침내 국가비상사태가 해제되었고, 29일 틱톡 금지가 해제되었다.